# ساناتوریوم پایمیو

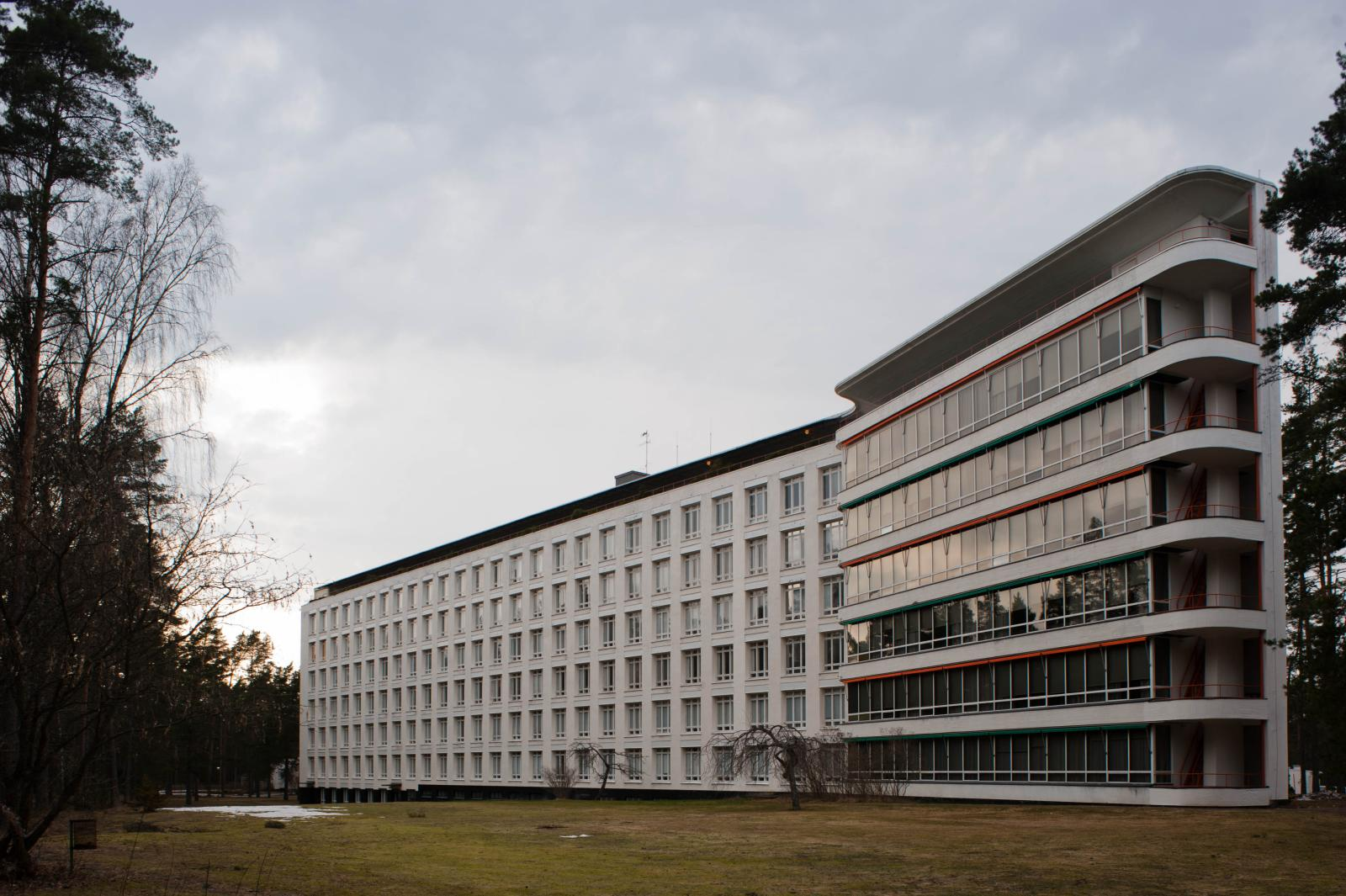
ساناتوریوم پیمیئو

ساناتوریوم پایمیو (فنلاندی: Paimion parantola, سوئدی: Pemars sanatorium) یک بیمارستان سل سابق در پایمیو، جنوب غربی فنلاند است که توسط معمار فنلاندی آلوار آلتو طراحی شده است. آلتو طراحی این پروژه را پس از بردن مسابقه معماری در سال ۱۹۲۹ دریافت کرد. ساختمان در سال ۱۹۳۳ تکمیل شد و بلافاصله پس از آن نقدهای مثبتی هم در فنلاند و هم در خارج از کشور دریافت کرد. این ساختمان تا اوایل دهه ۱۹۶۰ به عنوان یک بیمارستان سل خدمت می‌کرد و سپس به یک بیمارستان عمومی تبدیل شد. امروزه این ساختمان متعلق به بیمارستان دانشگاه تورکو است ولی به عنوان بیمارستان فعالیت نمی‌کند؛ بلکه از سال ۲۰۱۴ این ساختمان به عنوان مرکز توانبخشی خصوصی برای کودکان عمل کرده است. این ساناتوریوم نامزد دریافت میراث جهانی یونسکو شده است.